# Leyangan (Penawangan)
Leyangan is een bestuurslaag in het regentschap Grobogan van de provincie Midden-Java, Indonesië. Leyangan telt 2725 inwoners (volkstelling 2010).